# Graptodytes bilineatus
Graptodytes bilineatus är en skalbaggsart som först beskrevs av Sturm 1835.  Graptodytes bilineatus ingår i släktet Graptodytes och familjen dykare. Enligt den finländska rödlistan är arten sårbar i Finland. Arten är reproducerande i Sverige. Artens livsmiljö är näringsrika sjöar. Inga underarter finns listade i Catalogue of Life.